# Верещовский (Брянская область)
Верещовский (Верещёвский) — посёлок в Жуковском районе Брянской области, в составе Шамординского сельского поселения. 
 Расположен в 1 км к западу от деревни Задубравье. Население — 38 человек (2010).

## История
Возник в начале XX века (также назывался Леденёвский 1-й). До 1941 года входил в Леденёвский сельсовет, в 1941—2005 гг. — в Дятьковичский сельсовет.
| Годы      | 1926 | 1979 | 1989 | 2002 | 2010 |
| --------- | ---- | ---- | ---- | ---- | ---- |
| Население | 116  | 103  | 65   | 40   | 38   |